# Kristen Wilson
Kristen Wilson (Chelmsford, 4 settembre 1969) è un'attrice statunitense.

## Biografia
Wilson è nata e cresciuta a Chelmsford, Massachusetts, vicino a Boston. È stata adottata quando era solo una bambina piccola.
Nel 1995 Kristen si trasferì a New York dove entrò a far parte nel cast di Tyson e successivamente prestò il suo primo vero ruolo nel film Bulletproof. 
È stata sposata dal 1997 al 1999 con il fotografo Michael Marzovilla, con cui ha avuto un figlio. Nel 2000 si è risposata con il truccatore Martin Astles da cui ha avuto altri due figli. Kristen ora risiede a Los Angeles, California.

## Filmografia parziale

### Cinema
- Bulletproof, regia di Ernest R. Dickerson (1996)
- Il dottor Dolittle (Doctor Dolittle), regia di Betty Thomas (1998)
- Dungeons & Dragons - Che il gioco abbia inizio (Dungeons & Dragons), regia di Courtney Solomon (2000)
- Il dottor Dolittle 2 (Dr. Dolittle 2), regia di Steve Carr (2001)
- Ritual, regia di Avi Nesher (2002)
- Confessioni di una mente pericolosa (Confessions of a Dangerous Mind), regia di George Clooney (2002)
- A testa alta (Walking Tall), regia di Kevin Bray (2004)
- Shackles - Benvenuti alla scuola dei duri (Shackles), regia di Charles Winkler (2005)
- Il dottor Dolittle 3 (Dr. Dolittle 3), regia di Rich Thorne (2006)

### Televisione
- Destini (Another World) – soap opera (1994)
- Tyson, regia di Uli Edel – film TV (1995)
- New York Undercover – serie TV, episodi 1x11-4x11 (1994-1998)
- Tutto in famiglia (My Wife and Kids) – serie TV, episodio 2x13 (2002)
- Crossing Jordan – serie TV, episodi 1x10-1x12-1x19 (2001-2002)
- Twitches - Gemelle streghelle (Twitches), regia di Stuart Gillard – film TV (2005)
- Twitches - Gemelle Streghelle 2 (Twitches Too!), regia di Stuart Gillard – film TV (2007)

## Doppiatrici italiane
- Anna Cesareni in Il dottor Dolittle e Il dottor Dolittle 2
- Alessandra Cassioli in Dungeons & Dragons - Che il gioco abbia inizio e Il dottor Dolittle 3
- Giuppy Izzo in Twitches - Gemelle streghelle e Twitches - Gemelle streghelle 2
- Isabella Pasanisi in Bulletproof
- Cristiana Lionello in A testa alta
- Eleonora De Angelis in Shackles - Benvenuti alla scuola dei duri